# AYAHIME GAMEZ
AYAHIME GAMEZ（あやひめゲームズ）とは、合資会社彩姫のブランド名である。
フリーソフトのゲームをサイト上で公開している。過去にFANCY-SOFTのブランド名で商業作品も発表した。ちなみに「絶対に使えないシステムボイス集」などゲームではないものも公開されている。

## 沿革
- 1996年5月 - 前身となるポケコンゲームブランド「TieUpSoft」を身内のみで設立。
- 1997年8月 - VB開発を機に「RINSE SOFT」と改称。
- 1999年10月 - 「FANCY」と改称。
- 2002年1月 - 「彩姫」と改称。

詳細は公式サイトを参照されたい。

## 作品リスト
- 1998年4月19日 - CAPCHER
- 1998年8月29日 - DOUTYS（β版）
- 1998年10月1日 - 潮
- 1999年1月26日 - Mission Field Intruder 2nd
- 1999年7月28日 - はたらく・くるま!
- 1999年8月27日 - ラブラブ
- 1999年8月30日 - ぎゃるゲッチュウ!（R15指定）
- 2000年3月31日 - 78Bit
- 2000年3月31日 - G.B.S（R15指定）
- 2000年6月6日 - ゆみない
- 2000年7月1日 - Mission Field Intruder 3rd
- 2001年5月22日 - にじゅういち（R18指定）
- 2003年3月30日 - XIQLO
- 2004年12月24日 - らぶらぶゲッチュウ!!